# ウェスタリー駅
ウェスタリー駅（英語：Westerly station）はアメリカ合衆国ロードアイランド州ウェスタリー レールロード・アベニュー14にある駅。 全米各地を結ぶ旅客鉄道のアムトラックが乗り入れている。

## 概要
当駅は元々は1837年11月17日にニューヨーク・プロビデンス・アンド・ボストン鉄道の駅として開業した。
1912年、ニューヘイブン鉄道によって現在の駅が建設された。ニューイングランド南部の20世紀初頭に建設された、数少ないスパニッシュ・リバイバル様式駅の1つである。
1990年代後半、ロードアイランド州はウェスターリー駅を購入した。 ロードアイランド州運輸省（RIDOT）は、町とアムトラックと協力して、1920年代の外観に戻した建物の完全な修復を計画し、実行し、空調や電気などの最新の機械設備のための手当てを行った。 約200万ドルで予算化されたプロジェクトの範囲には、屋根の交換、待合室の石膏と木工の修復、および外観の清掃と修理が含まれていた。 このプロジェクトの完成を祝うために、1999年にはパーティーが開催された。 2005年、ロードアイランド州運輸省は、連邦道路管理局の交通改善プログラムを通じて40,000ドルの連邦政府の補助金を受領した。この資金は、近隣のウェスタリーおよびキングストン駅での運営および維持管理に使用された。
コネチカット沿岸の東西ルートは鉄道投資家にとってどんな路線でも数多くの川を渡り、入り組んだ海岸線を考慮する必要があったので挑戦的なものであった。 1848年、ニューヘイブン・アンド・ニューロンドン鉄道（NH＆NL）は、その名の通り両都市間を結ぶ線路を建設するために設立され、1852年の夏に開通した。ニューヘイブンで乗客はニューヨーク行きの列車に乗り換えた。テムズ川の反対側には、1852年、ニューロンドンとストーニントンを結ぶニューヨーク・プロビデンス・アンド・ボストン鉄道（NYP＆B）が建設された。 5年後、ニューロンドン・アンド・ストーニングトン鉄道は、ニューヘイブン・アンド・ニューロンドン鉄道と合併してニューヘイブン・ニューロンドン・アンド・ストーニングトン鉄道（NHNL＆S）となった。 
19世紀、最後の25年では、これらの路線は殆どニューヘイブン鉄道に吸収された。ニューヘイブン鉄道は、ボストンとニューヨークを結ぶニューイングランド南部で急速に支配的な鉄道となった。1920年代までにニューヘイブン鉄道は3,200キロ以上の路線網を持ち、アメリカの旅客輸送量の10％を占めると推定された。コネチカット州の沿岸の路線には、マサチューセッツ州スプリングフィールドを通るメインラインと区別するため、「ショアライン」と呼ばれていた。

## 利用可能な鉄道路線／列車
アムトラックの停車する列車は下記の通り。
ボストンとワシントン、リッチモンド間の昼行長距離列車ノースイースト・リージョナル号 …1日4.5往復停車